# Theo Püll
Theo Püll, all'anagrafe Theodor Püll (Viersen, 30 settembre 1936 – Bremerhaven, 18 dicembre 2023), è stato un altista tedesco.

## Biografia
Partecipò ai Giochi olimpici di Roma 1960 concludendo la gara al settimo posto. Due anni prima era giunto quinto ai campionati europei di Stoccolma stabilendo il record nazionale con la misura di 2,06 m.

## Palmarès
| Anno | Manifestazione  | Sede | Evento        | Risultato | Prestazione | Note  |
| ---- | --------------- | ---- | ------------- | --------- | ----------- | ----- |
| 1960 | Giochi olimpici | Roma | Salto in alto | 7º        | 2,03        | [ 2 ] |